# Sarcophaga mababiensis
Sarcophaga mababiensis är en tvåvingeart som beskrevs av Zumpt 1972. Sarcophaga mababiensis ingår i släktet Sarcophaga och familjen köttflugor.
Artens utbredningsområde är Botswana. Inga underarter finns listade i Catalogue of Life.